# Supercoppa del Belgio 2004
La Supercopa del Belgio 2004 (in francese Supercoupe de Belgique, in fiammingo Belgische Supercup) è la 25ª edizione della Supercoppa del Belgio di calcio.
La partita fu disputata dall' Anderlecht, vincitore del campionato, e dal Club Bruges, vincitore della coppa nazionale.
L'incontro si giocò il 22 dicembre 2004 e fu vinto dal Club Bruges, al suo dodicesimo titolo.

## Tabellino
| Arbitro: | Johny Ver Eecke |

|  |           |                      |
|  | Marcatori | 9’ Hermans 82’ Lange |